# Józef Bonawentura Miączyński
Józef Bonawentura Miączyński herbu Suchekomnaty (ur. 17 marca 1731, zm. 6 stycznia 1787 w Zawieprzycach) – starosta makowiecki (1749), rokicki (1766), kamienopolski (1776), oleśnicki oraz śmidyński (1783), rotmistrz husarski polskiej kawalerii konnej, generał major wojsk koronnych, pan na Zawieprzycach. Kawaler Orderu Św. Stanisława (1777).

## Życiorys
Syn Piotra Michała Miączyńskiego oraz Antoniny „Beydo” - Rzewuskiej herbu Krzywda. Brat Adama Miączyńskiego ostatniego pisarza polnego koronnego. Wnuk Atanazego Miączyńskiego oraz Adama Rzewuskiego.
Mąż Katarzyny Potockiej z Potoka (k. Jędrzejowa), herbu Pilawa (Srebrna), córki Feliksa Potockiego, kasztelana słońskiego, i starościanki parczewskiej Marianny z Daniłowiczów, wnuczki Michała Potockiego oraz Zofii z Czarnieckich.
Większość starostw otrzymał w spadku od ojca, który wraz z wiekiem oddawał w ręce synów swój spadek. 3 lutego (1749) otrzymał po ojcu starostwo makowieckie (wedle drugiego aktu był to 10 grudnia 1752 roku). Mając 26 lat (1757) został generałem majorem wojsk koronnych. Również po ojcu został rotmistrzem chorągwi husarskiej (1776). Spory majątek, który zawdzięczał ojcu, a sam go pomnożył, przekazał swoim synom.

## Potomkowie
- Ignacy Miączyński (ur. 1760, zm. 1809) – poseł do Napoleona I
- Michał Miączyński – starosta śmidyński, kamienopolski,
- Józefa Miączyńska – żona Michała Aleksandra Ronikiera h. Gryf